# Лајл (Илиноис)
Лајл (енгл. Lisle) град је у америчкој савезној држави Илиноис.

## Демографија
По попису из 2010. године број становника је 22.390, што је 1.208 (5,7%) становника више него 2000. године.
| Група             | 2000.          | 2010.          |
| Белци             | 16.954 (80,0%) | 16.398 (73,2%) |
| Афроамериканци    | 736 (3,5%)     | 1.261 (5,6%)   |
| Азијати           | 2.073 (9,8%)   | 2.674 (11,9%)  |
| Хиспаноамериканци | 1.163 (5,5%)   | 1.690 (7,5%)   |
| Укупно            | 21.182         | 22.390         |